# Жан-Поль Абало
Жан-Поль Абало (фр. Jean-Paul Abalo, нар. 26 червня 1975, Ломе, Того) — колишній тоголезький футболіст, що грав на позиції захисника. Виступав за національну збірну Того.

## Клубна кар'єра
У дорослому футболі дебютував 1992 року виступами за команду клубу «Агаза», в якій провів один сезон.
Протягом 1993—1995 років захищав кольори команди клубу «Шатору».
Своєю грою за останню команду привернув увагу представників тренерського штабу клубу «Ам'єн», до складу якого приєднався 1995 року. Відіграв за команду з Ам'єна наступні десять сезонів своєї ігрової кар'єри. Більшість часу, проведеного у складі «Ам'єна», був основним гравцем захисту команди.
2005 року захищав кольори команди клубу «Дюнкерк».
2005 року уклав контракт з клубом АПОЕЛ, у складі якого провів наступний рік кар'єри гравця.
Протягом 2006 року захищав кольори команди клубу «Етнікос» (Пірей).
Завершив професійну ігрову кар'єру у клубі «Аль-Меррейх», за команду якого виступав протягом 2007 року.

## Виступи за збірну
1992 року дебютував в офіційних матчах у складі національної збірної Того. Протягом кар'єри у національній команді, яка тривала 15 років, провів у формі головної команди країни 67 матчів, забивши 1 гол.
У складі збірної був учасником Кубка африканських націй 1998 року в Буркіна Фасо, Кубка африканських націй 2000 року в Гані та Нігерії, Кубка африканських націй 2002 року в Малі, Кубка африканських націй 2006 року в Єгипті, чемпіонату світу 2006 року в Німеччині.

## Титули і досягнення
- Володар Кубка Кіпру (1):

АПОЕЛ: 2005-06